# گهواره دریایی
گهوارهٔ دریایی یا کیتون، نوعی جانور آبزی ابتدایی است.
این جانوران رده چندلاکه‌ای‌ها را تشکیل می‌دهند و این رده ۹۰۰ تا ۱۰۰۰ گونه را در بر می‌گیرد.
گهواره دریایی جانوری است از شاخهٔ دوسوئیان (Bilateria)، زیرفرمانروی پُریاختگان جانوری (Metazoa) از ردهٔ چندلاکه‌ای‌ها (Polyplacophora).
رده چندلاکه‌ای‌ها پیش از این «دوعصبیان» (Amphineura) نامیده می‌شد.
نام کیتون از یونانی آمده و خود آن وام‌واژه‌ای است از زبان‌های سامی که ریشهٔ آن به سومری می‌رسد و به معنی و هم‌ریشه با همان واژهٔ کتان است.
صدف گهواره‌های دریایی از هشت صدفک جداگانه تشکیل شده که در لبه‌های جلو و عقبشان هم‌پوشانی دارند و با این وجود در حرکت به خوبی با یکدیگر جفت‌وجور هستند.
این صدف‌ها حفاظت خوبی برای این جانوران هستند و زمانی که هر یک از آن‌ها ناچار شود از لایه‌های پایینی آب بیرون بیاید این صدف‌ها به گونه‌ای جمع می‌شوند که گهوارهٔ دریایی شکلی توپ‌مانند به خود می‌گیرد.
صفحه‌های صدفی آن‌ها را سازه‌ای احاطه کرده که اصطلاحاً «کمربند» نامیده می‌شود.